# Pyrinia tarapotata
Pyrinia tarapotata är en fjärilsart som beskrevs av Charles Oberthür 1912. Pyrinia tarapotata ingår i släktet Pyrinia och familjen mätare. Inga underarter finns listade.